# Список астероїдів (46501—46600)
| Назва                      | Тимчасове позначення | Дата відкриття    | Місце відкриття                | Відкривач                                              |
| -------------------------- | -------------------- | ----------------- | ------------------------------ | ------------------------------------------------------ |
| (46501) 2616 T-3           | 2616 T-3             | 16 жовтня 1977    | Паломарська обсерваторія       | К. Й. ван Гаутен, І. ван Гаутен-Ґроневельд, Т. Герельс |
| (46502) 3084 T-3           | 3084 T-3             | 16 жовтня 1977    | Паломарська обсерваторія       | К. Й. ван Гаутен, І. ван Гаутен-Ґроневельд, Т. Герельс |
| (46503) 3191 T-3           | 3191 T-3             | 16 жовтня 1977    | Паломарська обсерваторія       | К. Й. ван Гаутен, І. ван Гаутен-Ґроневельд, Т. Герельс |
| (46504) 3194 T-3           | 3194 T-3             | 16 жовтня 1977    | Паломарська обсерваторія       | К. Й. ван Гаутен, І. ван Гаутен-Ґроневельд, Т. Герельс |
| (46505) 3195 T-3           | 3195 T-3             | 16 жовтня 1977    | Паломарська обсерваторія       | К. Й. ван Гаутен, І. ван Гаутен-Ґроневельд, Т. Герельс |
| (46506) 3387 T-3           | 3387 T-3             | 16 жовтня 1977    | Паломарська обсерваторія       | К. Й. ван Гаутен, І. ван Гаутен-Ґроневельд, Т. Герельс |
| (46507) 3479 T-3           | 3479 T-3             | 16 жовтня 1977    | Паломарська обсерваторія       | К. Й. ван Гаутен, І. ван Гаутен-Ґроневельд, Т. Герельс |
| (46508) 3554 T-3           | 3554 T-3             | 16 жовтня 1977    | Паломарська обсерваторія       | К. Й. ван Гаутен, І. ван Гаутен-Ґроневельд, Т. Герельс |
| (46509) 4149 T-3           | 4149 T-3             | 16 жовтня 1977    | Паломарська обсерваторія       | К. Й. ван Гаутен, І. ван Гаутен-Ґроневельд, Т. Герельс |
| (46510) 4323 T-3           | 4323 T-3             | 16 жовтня 1977    | Паломарська обсерваторія       | К. Й. ван Гаутен, І. ван Гаутен-Ґроневельд, Т. Герельс |
| (46511) 4356 T-3           | 4356 T-3             | 16 жовтня 1977    | Паломарська обсерваторія       | К. Й. ван Гаутен, І. ван Гаутен-Ґроневельд, Т. Герельс |
| (46512) 1951 QD            | 1951 QD              | 31 серпня 1951    | Обсерваторія Маунт-Вілсон      | Леланд Каннінгем                                       |
| 46513 Ampzing              | 1972 FC              | 16 березня 1972   | Паломарська обсерваторія       | Т. Герельс                                             |
| 46514 Лассвітц (Lasswitz)  | 1977 JA              | 15 травня 1977    | Обсерваторія Ла-Сілья          | Ганс-Еміль Шустер                                      |
| (46515) 1978 VW5           | 1978 VW5             | 7 листопада 1978  | Паломарська обсерваторія       | Е. Гелін, Ш. Дж. Бас                                   |
| (46516) 1978 VQ6           | 1978 VQ6             | 6 листопада 1978  | Паломарська обсерваторія       | Е. Гелін, Ш. Дж. Бас                                   |
| (46517) 1978 VM7           | 1978 VM7             | 7 листопада 1978  | Паломарська обсерваторія       | Е. Гелін, Ш. Дж. Бас                                   |
| (46518) 1978 VH10          | 1978 VH10            | 6 листопада 1978  | Паломарська обсерваторія       | Е. Гелін, Ш. Дж. Бас                                   |
| (46519) 1979 ME3           | 1979 ME3             | 25 червня 1979    | Обсерваторія Сайдинг-Спрінг    | Е. Гелін, Ш. Дж. Бас                                   |
| (46520) 1979 MJ3           | 1979 MJ3             | 25 червня 1979    | Обсерваторія Сайдинг-Спрінг    | Е. Гелін, Ш. Дж. Бас                                   |
| (46521) 1979 MM7           | 1979 MM7             | 25 червня 1979    | Обсерваторія Сайдинг-Спрінг    | Е. Гелін, Ш. Дж. Бас                                   |
| (46522) 1979 MS7           | 1979 MS7             | 25 червня 1979    | Обсерваторія Сайдинг-Спрінг    | Е. Гелін, Ш. Дж. Бас                                   |
| (46523) 1979 OH10          | 1979 OH10            | 24 липня 1979     | Обсерваторія Сайдинг-Спрінг    | Ш. Дж. Бас                                             |
| (46524) 1979 QH2           | 1979 QH2             | 22 серпня 1979    | Обсерваторія Ла-Сілья          | Клаес-Інґвар Лаґерквіст                                |
| (46525) 1980 UG1           | 1980 UG1             | 31 жовтня 1980    | Паломарська обсерваторія       | Ш. Дж. Бас                                             |
| (46526) 1981 EN5           | 1981 EN5             | 2 березня 1981    | Обсерваторія Сайдинг-Спрінг    | Ш. Дж. Бас                                             |
| (46527) 1981 EE7           | 1981 EE7             | 6 березня 1981    | Обсерваторія Сайдинг-Спрінг    | Ш. Дж. Бас                                             |
| (46528) 1981 EB8           | 1981 EB8             | 1 березня 1981    | Обсерваторія Сайдинг-Спрінг    | Ш. Дж. Бас                                             |
| (46529) 1981 ED9           | 1981 ED9             | 1 березня 1981    | Обсерваторія Сайдинг-Спрінг    | Ш. Дж. Бас                                             |
| (46530) 1981 EE10          | 1981 EE10            | 1 березня 1981    | Обсерваторія Сайдинг-Спрінг    | Ш. Дж. Бас                                             |
| (46531) 1981 EV11          | 1981 EV11            | 7 березня 1981    | Обсерваторія Сайдинг-Спрінг    | Ш. Дж. Бас                                             |
| (46532) 1981 EN13          | 1981 EN13            | 1 березня 1981    | Обсерваторія Сайдинг-Спрінг    | Ш. Дж. Бас                                             |
| (46533) 1981 EO23          | 1981 EO23            | 3 березня 1981    | Обсерваторія Сайдинг-Спрінг    | Ш. Дж. Бас                                             |
| (46534) 1981 EU27          | 1981 EU27            | 2 березня 1981    | Обсерваторія Сайдинг-Спрінг    | Ш. Дж. Бас                                             |
| (46535) 1981 EB36          | 1981 EB36            | 3 березня 1981    | Обсерваторія Сайдинг-Спрінг    | Ш. Дж. Бас                                             |
| (46536) 1981 EJ40          | 1981 EJ40            | 2 березня 1981    | Обсерваторія Сайдинг-Спрінг    | Ш. Дж. Бас                                             |
| (46537) 1981 EV45          | 1981 EV45            | 1 березня 1981    | Обсерваторія Сайдинг-Спрінг    | Ш. Дж. Бас                                             |
| (46538) 1981 UC26          | 1981 UC26            | 25 жовтня 1981    | Паломарська обсерваторія       | Ш. Дж. Бас                                             |
| (46539) 1982 UE12          | 1982 UE12            | 24 жовтня 1982    | КрАО                           | Журавльова Людмила Василівна                           |
| (46540) 1983 LD            | 1983 LD              | 13 червня 1983    | Паломарська обсерваторія       | Е. Гелін, Рой Данбер                                   |
| (46541) 1984 SM6           | 1984 SM6             | 23 вересня 1984   | Обсерваторія Ла-Сілья          | Анрі Дебеонь                                           |
| (46542) 1987 AD            | 1987 AD              | 4 січня 1987      | Паломарська обсерваторія       | Паломарська обсерваторія                               |
| (46543) 1987 DL6           | 1987 DL6             | 23 лютого 1987    | Обсерваторія Ла-Сілья          | Анрі Дебеонь                                           |
| (46544) 1988 QO            | 1988 QO              | 19 серпня 1988    | Обсерваторія Сайдинг-Спрінг    | Роберт Макнот                                          |
| (46545) 1988 RY12          | 1988 RY12            | 14 вересня 1988   | Обсерваторія Серро Тололо      | Ш. Дж. Бас                                             |
| (46546) 1988 VM5           | 1988 VM5             | 4 листопада 1988  | Обсерваторія Клеть             | Антонін Мркос                                          |
| (46547) 1989 GE3           | 1989 GE3             | 3 квітня 1989     | Обсерваторія Ла-Сілья          | Ерік Вальтер Ельст                                     |
| (46548) 1989 SK1           | 1989 SK1             | 26 вересня 1989   | Обсерваторія Ла-Сілья          | Ерік Вальтер Ельст                                     |
| (46549) 1989 SA2           | 1989 SA2             | 26 вересня 1989   | Обсерваторія Ла-Сілья          | Ерік Вальтер Ельст                                     |
| (46550) 1989 SZ13          | 1989 SZ13            | 26 вересня 1989   | Обсерваторія Калар-Альто       | Дж. Баур, Курт Біркл                                   |
| (46551) 1989 TC4           | 1989 TC4             | 7 жовтня 1989     | Обсерваторія Ла-Сілья          | Ерік Вальтер Ельст                                     |
| (46552) 1990 RM1           | 1990 RM1             | 14 вересня 1990   | Паломарська обсерваторія       | Генрі Гольт                                            |
| (46553) 1990 RW14          | 1990 RW14            | 14 вересня 1990   | Обсерваторія Ла-Сілья          | Ерік Вальтер Ельст                                     |
| (46554) 1990 SZ8           | 1990 SZ8             | 22 вересня 1990   | Обсерваторія Ла-Сілья          | Ерік Вальтер Ельст                                     |
| (46555) 1990 VH3           | 1990 VH3             | 11 листопада 1990 | Обсерваторія Ніхондайра        | Такеші Урата                                           |
| (46556) 1991 FU3           | 1991 FU3             | 22 березня 1991   | Обсерваторія Ла-Сілья          | Анрі Дебеонь                                           |
| (46557) 1991 FW3           | 1991 FW3             | 22 березня 1991   | Обсерваторія Ла-Сілья          | Анрі Дебеонь                                           |
| (46558) 1991 GY5           | 1991 GY5             | 8 квітня 1991     | Обсерваторія Ла-Сілья          | Ерік Вальтер Ельст                                     |
| (46559) 1991 PC1           | 1991 PC1             | 15 серпня 1991    | Паломарська обсерваторія       | Е. Гелін                                               |
| (46560) 1991 PZ1           | 1991 PZ1             | 2 серпня 1991     | Обсерваторія Ла-Сілья          | Ерік Вальтер Ельст                                     |
| (46561) 1991 RQ            | 1991 RQ              | 7 вересня 1991    | Паломарська обсерваторія       | Е. Гелін                                               |
| (46562) 1991 RV            | 1991 RV              | 7 вересня 1991    | Паломарська обсерваторія       | Е. Гелін                                               |
| 46563 Окен (Oken)          | 1991 RY3             | 12 вересня 1991   | Обсерваторія Карла Шварцшильда | Ф. Бернґен, Лутц Шмадель                               |
| (46564) 1991 RA11          | 1991 RA11            | 10 вересня 1991   | Паломарська обсерваторія       | Генрі Гольт                                            |
| (46565) 1991 RF17          | 1991 RF17            | 15 вересня 1991   | Паломарська обсерваторія       | Генрі Гольт                                            |
| (46566) 1991 RW21          | 1991 RW21            | 11 вересня 1991   | Паломарська обсерваторія       | Генрі Гольт                                            |
| (46567) 1991 RV23          | 1991 RV23            | 11 вересня 1991   | Паломарська обсерваторія       | Генрі Гольт                                            |
| 46568 Стівенлі (Stevenlee) | 1991 SL              | 30 вересня 1991   | Обсерваторія Сайдинг-Спрінг    | Роберт Макнот                                          |
| (46569) 1991 SY1           | 1991 SY1             | 16 вересня 1991   | Паломарська обсерваторія       | Генрі Гольт                                            |
| (46570) 1991 TK8           | 1991 TK8             | 1 жовтня 1991     | Обсерваторія Кітт-Пік          | Spacewatch                                             |
| (46571) 1991 VG1           | 1991 VG1             | 4 листопада 1991  | Обсерваторія Кушіро            | Сейджі Уеда, Хіроші Канеда                             |
| (46572) 1991 VA5           | 1991 VA5             | 4 листопада 1991  | Обсерваторія Дінік             | Ацуші Суґіе                                            |
| (46573) 1992 AJ1           | 1992 AJ1             | 10 січня 1992     | Обсерваторія Дінік             | Ацуші Суґіе                                            |
| (46574) 1992 DE8           | 1992 DE8             | 29 лютого 1992    | Обсерваторія Ла-Сілья          | UESAC                                                  |
| (46575) 1992 DS9           | 1992 DS9             | 29 лютого 1992    | Обсерваторія Ла-Сілья          | UESAC                                                  |
| (46576) 1992 EP10          | 1992 EP10            | 2 березня 1992    | Обсерваторія Ла-Сілья          | UESAC                                                  |
| (46577) 1992 EK12          | 1992 EK12            | 6 березня 1992    | Обсерваторія Ла-Сілья          | UESAC                                                  |
| (46578) 1992 EC14          | 1992 EC14            | 2 березня 1992    | Обсерваторія Ла-Сілья          | UESAC                                                  |
| (46579) 1992 EA26          | 1992 EA26            | 8 березня 1992    | Обсерваторія Ла-Сілья          | UESAC                                                  |
| 46580 Ryouichiirie         | 1992 GC              | 2 квітня 1992     | Обсерваторія Ґейсей            | Тсутому Секі                                           |
| (46581) 1992 OK2           | 1992 OK2             | 26 липня 1992     | Обсерваторія Ла-Сілья          | Ерік Вальтер Ельст                                     |
| (46582) 1992 RR3           | 1992 RR3             | 2 вересня 1992    | Обсерваторія Ла-Сілья          | Ерік Вальтер Ельст                                     |
| (46583) 1992 RW3           | 1992 RW3             | 2 вересня 1992    | Обсерваторія Ла-Сілья          | Ерік Вальтер Ельст                                     |
| (46584) 1992 RN6           | 1992 RN6             | 2 вересня 1992    | Обсерваторія Ла-Сілья          | Ерік Вальтер Ельст                                     |
| (46585) 1992 RD7           | 1992 RD7             | 2 вересня 1992    | Обсерваторія Ла-Сілья          | Ерік Вальтер Ельст                                     |
| (46586) 1992 SH6           | 1992 SH6             | 26 вересня 1992   | Обсерваторія Кітт-Пік          | Spacewatch                                             |
| (46587) 1992 UJ1           | 1992 UJ1             | 22 жовтня 1992    | Обсерваторія Кушіро            | Сейджі Уеда, Хіроші Канеда                             |
| (46588) 1992 WR            | 1992 WR              | 16 листопада 1992 | Обсерваторія Кітамі            | Кін Ендате, Кадзуро Ватанабе                           |
| (46589) 1992 WU            | 1992 WU              | 16 листопада 1992 | Обсерваторія Кітамі            | Кін Ендате, Кадзуро Ватанабе                           |
| (46590) 1992 WP1           | 1992 WP1             | 17 листопада 1992 | Обсерваторія Кітамі            | Кін Ендате, Кадзуро Ватанабе                           |
| (46591) 1992 WS1           | 1992 WS1             | 18 листопада 1992 | Обсерваторія Дінік             | Ацуші Суґіе                                            |
| (46592) 1992 YP            | 1992 YP              | 16 грудня 1992    | Обсерваторія Ґейсей            | Тсутому Секі                                           |
| (46593) 1992 YP1           | 1992 YP1             | 18 грудня 1992    | Коссоль                        | Ерік Вальтер Ельст                                     |
| (46594) 1992 YP3           | 1992 YP3             | 24 грудня 1992    | Обсерваторія Кітт-Пік          | Spacewatch                                             |
| 46595 Kita-Kyushu          | 1992 YB4             | 29 грудня 1992    | Обсерваторія Ґейсей            | Тсутому Секі                                           |
| 46596 Tobata               | 1993 BD              | 16 січня 1993     | Обсерваторія Ґейсей            | Тсутому Секі                                           |
| (46597) 1993 DK2           | 1993 DK2             | 24 лютого 1993    | Обсерваторія Сайдинг-Спрінг    | Роберт Макнот                                          |
| (46598) 1993 FT2           | 1993 FT2             | 19 березня 1993   | Паломарська обсерваторія       | Е. Гелін                                               |
| (46599) 1993 FP10          | 1993 FP10            | 17 березня 1993   | Обсерваторія Ла-Сілья          | UESAC                                                  |
| (46600) 1993 FG14          | 1993 FG14            | 17 березня 1993   | Обсерваторія Ла-Сілья          | UESAC                                                  |

| ← Астероїди 40001—50000 → |             |             |             |             |             |             |             |             |             |
| 40001—40100               | 41001—41100 | 42001—42100 | 43001—43100 | 44001—44100 | 45001—45100 | 46001—46100 | 47001—47100 | 48001—48100 | 49001—49100 |
| 40101—40200               | 41101—41200 | 42101—42200 | 43101—43200 | 44101—44200 | 45101—45200 | 46101—46200 | 47101—47200 | 48101—48200 | 49101—49200 |
| 40201—40300               | 41201—41300 | 42201—42300 | 43201—43300 | 44201—44300 | 45201—45300 | 46201—46300 | 47201—47300 | 48201—48300 | 49201—49300 |
| 40301—40400               | 41301—41400 | 42301—42400 | 43301—43400 | 44301—44400 | 45301—45400 | 46301—46400 | 47301—47400 | 48301—48400 | 49301—49400 |
| 40401—40500               | 41401—41500 | 42401—42500 | 43401—43500 | 44401—44500 | 45401—45500 | 46401—46500 | 47401—47500 | 48401—48500 | 49401—49500 |
| 40501—40600               | 41501—41600 | 42501—42600 | 43501—43600 | 44501—44600 | 45501—45600 | 46501—46600 | 47501—47600 | 48501—48600 | 49501—49600 |
| 40601—40700               | 41601—41700 | 42601—42700 | 43601—43700 | 44601—44700 | 45601—45700 | 46601—46700 | 47601—47700 | 48601—48700 | 49601—49700 |
| 40701—40800               | 41701—41800 | 42701—42800 | 43701—43800 | 44701—44800 | 45701—45800 | 46701—46800 | 47701—47800 | 48701—48800 | 49701—49800 |
| 40801—40900               | 41801—41900 | 42801—42900 | 43801—43900 | 44801—44900 | 45801—45900 | 46801—46900 | 47801—47900 | 48801—48900 | 49801—49900 |
| 40901—41000               | 41901—42000 | 42901—43000 | 43901—44000 | 44901—45000 | 45901—46000 | 46901—47000 | 47901—48000 | 48901—49000 | 49901—50000 |